# Reynald Varasse
 (janvier 2023).
 (janvier 2023).
Reynald Varasse est un taekwondoïste et pratiquant d'arts martiaux français né le 21 janvier 1955 à Saïgon Sud-Vietnam. Il réalise de novembre 1979 à avril 1982 la première organisation structurelle du taekwondo français. Il fait le premier recensement des clubs ainsi que du premier lexique officiel des termes coréens. Il crée le premier corps d'arbitres nationaux, la première structure pour l'équipe de France, les premiers règlements de passage de grades et les premières compétitions féminines.
Il est cousin du musicien Alfred Varasse.

## Biographie
Reynald Varasse  est né le 21 janvier 1955 à Saïgon Sud-Vietnam, d’Anatole Varasse magistrat et Francette Villenet.
Il commence le judo en 1968 mais cette discipline ne lui convient pas. Il entreprend de commencer le karaté en 1970, dans un petit club d'arts martiaux, à côté de chez ses parents, avec comme professeur de karaté Shotokan Jean-Luc Tavernier élève de François Petitdemange. Ce premier enseignant a beaucoup marqué ses débuts dans les arts martiaux. Celui-ci avait comme habitude de comparer les techniques entre différentes écoles de karaté. C'est à cette occasion que Reynald Varasse entend parler pour la première fois de taekwondo. Cette discipline était vue, à l'époque, pour un style de karaté,. À la fin de la saison, Jean-Luc Tavernier lui propose de rejoindre le club de son professeur où celui-ci s'entraînait également. C'est ainsi que Reynald Varasse commence la saison au Shotokan Karaté Club, à Vincennes, en plus de son club habituel. C'est ce qui lui permet de s'entraîner six jours dans la semaine.
Il continue à s'entraîner dans les deux clubs durant l'année 1971 et reprend la saison suivante uniquement dans le club de Vincennes. C'est aussi cette année-là qu'il rencontre le taekwondo appelé à l'époque "karaté coréen" ou bien "karaté volant". Son Frère Alban, qui de son côté faisait de la boxe française, venait de s'inscrire dans un club de taekwondo du 12e arrondissement de Paris. C'est donc dans ce club situé rue Monte Christo que Reynald Varasse découvre le taekwondo. C'est aussi à cet endroit qu'entraîne celui qui a apporté le taekwondo en France, maître Lee Kwan-young. Il est accueilli par Serge Baubil et commence à s'entraîner à cette discipline en commençant par se déconditionner pour reprendre un travail en décontraction. Serge Baubil assure les entraînements lorsque maître Lee Kwan-young n'est pas là. Il assiste à une démonstration effectuée par maître Lee Kwan-young ce qui le confirme dans sa décision de changer de discipline. Il rencontre avec son frère Maître Bang Seo-hong venant directement de Coré remplacer son ami d'enfance maître Lee Kan-young parti pour à Hong Kong pour le cinéma en 1973. C'est avec ce professeur coréen qu’il découvre toute la dimension du taekwondo. Il reprend la ceinture blanche. Les entraînements sont durs mais il ne se décourage pas,. Il suit maître Bang Seo-hong dans son nouveau club dans la gare Montparnasse en 1974. Celui-ci est une section de l'Union Sportive des Chemineaux Ouest Rive Gauche (USCORG).

### Période Compétitions
Il participe sa première compétition internationale à Bruxelles, au Forest National , en 1976. il s'agit d'un championnat tous styles. Il arrive en finale et se blesse la main droite. La Fédération Française de Karaté et Arts Martiaux Affinitaires est créée et regroupe en son sein le taekwondo,,. Celle-ci adhère à la fédération mondiale. C'est Ruben Vialenc, taekwondoïste de la première heure et élève Maître Lee Kwan-young qui est responsable du taekwondo dans la toute nouvelle FFKAMA,, . Reynald Varasse est également sélectionné dans l'équipe de France pour participer au premier Championnat d'Europe en mai à Barcelone. C'est à cette occasion qu'est créée L'Union Européen de taekwondo et le Président Delcourt est élu vice président. Reynald Varasse  a alors vingt-et-un ans et comme il bénéficie d'un report d'incorporation qui touche à sa fin Il entre dans l'armée de l'air où il intègre les transmissions. Il fait ses classes à Dugny en octobre, un mois de stage à Dijon et intègre le ministère de l'air en janvier. Il s'entraîne en vue du Troisième Championnat de Monde prévu à Chicago en septembre 1977. Il obtient l'autorisation d'utiliser la salle de Judo de la base de la base pour s'entrainer pendant son temps libre  passé sur la base. Comme il n'est réellement sur la base que trois jours dans la semaine, Il s'entraine aussi dans son club avec son ami Denis Duclos sélectionné également dans la catégorie mouche (moins de 55 kg). Lui-même étant catégorie coq (-58kg). Il ne s'agit là, pour eux, qu'un entraînement personnel complété par un entraînement en salle sous la direction de Maître Bang Seo-hong.
Il s'entraîne toute l'année 1977 tout en faisant son service militaire. Il participe à la première coupe de France en janvier et arrive en finale. maître Lee Kwan-young l'emmène avec une petite équipe de ses élèves dans un interclub en Hollande. C'est en septembre qu'il part avec son ami Denis Duclos et les autres membres de l'équipe de france pour participer au troisième Championnat de Monde à Chicago,,. Ils sont accompagnés par maître Lee Kwan-young. Celui-ci le conseil de façon magistrale et Il arrive en huitième de final. Cette compétition lui a apporté beaucoup de choses qu'il met en pratique dans tous ses combats suivants. En rentrant, il intègre l'équipe que forme Ruben Vialenc à la FFKAMA pour le taekwondo.
À la fin de l'année 1978, il a alors vingt-trois ans, il est confronté à trois événements qui vont marquer sa vie normale et sa vie d'artiste martial. Le premier, en juin, c'est la reprise du club de Montparnasse. C'est son club depuis 1974 et après le départ de maître Bang Seo-hong, les dirigeants lui ont demandé d'assurer les entraînements  pour que le club ne ferme pas. Il passe son deuxième Dan en septembre. Le second événement s'est produit en novembre. Il monte, avec un groupe de pratiquants, la fédération de taekwondo dont il est le secrétaire général,. Et enfin, c'est le 27 décembre que Reynald Varasse est victime d'une hémiplégie complète du côté gauche dont la cause n'est pas trouvée à l'époque. il sera en inactivité totale quatre mois pendant lesquels il reprend le contrôle de son physique. Il a perdu trois centimètres de tour de cuisse et il reprend peu à peu les commandes. Il commence ensuite à remettre en cause toute sa façon de travailler en ne reprenant que ce qui est anatomiquement faisable et en adaptant ce qui ne l'est pas. Il arrive, à force d'un gros entraînement quotidien, à retrouver un physique qui bien qu'identique à l'ancien, s'est révélé bien supérieur.
Durant l'année 1979, il travaille avec tous les clubs adhérents à cette nouvelle fédération à maintenir le calendrier durant toute la saison avec la FFTKD. Il rencontre et construit avec des pratiquants qu'il ne connait pas ou très peu. Il ne connait que les combattants. En novembre, il rejoint la FFKAMA pour devenir le responsable national de la discipline,. Fonction qu'il assurera jusqu'en avril 1982. Il fait participer son club à toutes les manifestations organisées par la FFKTAMA et la FFTKD durant les années 1983 et 1984. Considérant qu’il vaut mieux travailler pour que contre, Reynald Varasse adhère aux deux fédérations.
Il a trente ans lorsqu'il accompagne ses élèves en compétitions et participe à la Coupe de France en 1985 et arrive en demi-finale, C'est la dernière compétition à laquelle il participe.

### Période enseignant
Reynald Varasse prend la présidence de la section taekwondo de l'Union Sportive des Cheminots Ouest Rive Gauche (USCORG) 2000. Il est dans ce club depuis 1974. Il quitte la région parisienne pour s'établir dans l'Aube pour y développer ses activités professionnelles en 2001. Il quitte la présidence du club et c'est son plus ancien élève qui devient le nouveau président en 2004. Il demande à son ami Guy Friess d'en prendre la direction technique et à son épouse Byeon Kyeong suk en assure toujours les cours à l'heure actuelle. Il passe un diplôme d'instructeur Fédéral (DIF) à la FFTDA et monte une section taekwondo au sein de l'ASPTT de Troyes en 2006. Il fait une VAE afin d'obtenir le BEES1 en 2011 et le DEJEPS en 2013. Il commence à travailler sur un projet qui lui trotte dans la tête depuis un certain temps. Il s'agit d'une forme de taekwondo adapté, plus orienté vers la santé et pouvant convenir à tous publics. Il applique cette pratique à des publics séniors, convalescents et psycho-déficients. Le TAIP pour "taekwondo adapté à intégration progressive". C'est aussi cette même année que le Comité départemental de l'Aube de taekwondo est créé avec les clubs du département. Il en est le président. Il crée avec ses élèves, en janvier 2016, l'Association Jeong Sin Mudo (AJSM). Après s'être formé au public en situation de handicap mental. Il ajoute dès le mois de novembre des créneaux horaires spécifiques pour ce public et signe une convention avec une structure pour accueillir un groupe de seize personnes. A la rentrée 2017, Reynald Varasse se retrouve avec un début de paralysie de la main, du bras et de la jambe gauche. Cet épisode est moins violent que celui de 1978 mais le ralenti fortement dans ses activités. Il rebondit sur la situation en utilisant le TAIP pour pratiquer une rééducation psychomotrice. Il adopte définitivement le TAIP. Il commence pratiquer le TAIP, dans sa version santé avec à une petite équipe de séniors, tous âgés de plus de soixante ans. Et sur la période 2018, 2019, il se remet bien de sa paralysie partielle de la jambe et du bras. Il sait maintenant ce qui lui cause ses problèmes de paralysie partielle du côté gauche. Il s'agit d'un cavernome cérébral. Les spécialistes lui expliquent qu'il n'y a rien à faire et qu'une opération n'est pas envisageable. Mais ils confirment que sa pratique a permis qu'il ne soit pas handicapé. Il a confirmation que sa méthode d'entretien basée sur le TAIP fonctionne. Il rebondit, une fois de plus sur les événements pour les tourner à son profit. Il prend de nouveau créneaux horaires pour rencontrer d'autres personnes en situation de handicap mental plus lourd durant les années 2020 et 2021. Il continue de développer sa méthode d'entretien auprès des publics séniors.

## Actions dirigeant

### FFTKD de 1978 à 1979
Après le 3e championnat du monde de Chicago en 1977, la poignée de combattants qui forment l’équipe de France et dont Reynald Varasse fait partie, se sont rendu compte qu’il manquait quelque chose pour aller plus loin. Ils en sont venus à la conclusion que la FFKAMA qui avait la tutelle du taekwondo ne donnait pas les moyens à celui-ci pour se développer. Après le 2e Championnat d’Europe à Munich en 1978, la décision est prise de créer la FFTKD (Fédération Française de Taekwondo). Le nom taekwondo comme on l'écrit maintenant est la contraction de trois mots "Tae Kwon Do". Le 10 novembre 1978, les statuts sont préparés par le père de Reynald Varasse, Anatole Varasse qui est magistrat. Ils sont déposés et la création de la FFTKD est effective. Une assemblée générale est organisée dans les salons de l’Hôtel Lutetia à Paris. Celle-ci est financée par Anatole Varasse et regroupe presque la totalité des trente clubs existants soit 90% du taekwondo français. Maître Lee Moon-ho, maître coréen arrivé en 1977, les rejoint pour en être le directeur technique.
Pendant l'année 1979, la FFTKD dont Reynald Varasse est le secrétaire, met en place des actions qui n’existent pas pour les compétiteurs et pour les arbitres. La FFTKD crée le premier championnat France très controversé,.

### FFKAMA de 1979 à 1982
Après les événements survenus pendant le Championnat du Monde à Stuttgart (Allemagne de l'Ouest) en 1979, le responsable de la commission Taekwondo à la FFKAMA est contraint de quitter son poste en laissant une situation difficile. C'est alors que le président Jacques Delcourt demande au dirigeant de la FFTKD si ce n'est pas le moment de faire la paix et de prendre ensemble la destinée du Taekwondo Français. Ceux-ci acceptent et désignent Reynald Varasse pour réaliser cette réunification. C'est le 13 novembre 1979, que celui-ci est nommé officiellement par le président Jacques Delcourt  pour reprendre la direction de la commission taekwondo avec son ami Jean Massini comme adjoint,. C'est donc avec Guy Sauvin, directeur technique national qu'il commence à travailler à l'organisation de la commission nationale de taekwondo,.
Reynald Varasse commence à former une structure basée sur l'organisation d'une fédération dès 1980. Il considère qu'il n'est pas concevable de faire fonctionner le taekwondo avec deux personnes réduites à l'organisation des compétitions comme c'était le cas jusqu'à présent,,. L'organigramme fonctionnel mis en place, Il demande à l'équipe avec laquelle il avait travaillé à la FFTKD et propose à chacun selon sa compétence de prendre en charge les pôles importants comme l'arbitrage, les compétitions etc,,. Pour travailler pleinement et se rapprocher des pratiquants, il met en place une permanence qu'il assure au siège de la FFKAMA le mercredi après-midi. Il peut ainsi respecter le calendrier des manifestations prévu par son prédécesseur et y consacrer le temps nécessaire. Il organise le premier passage de grades national avec l'homologation des grades obtenus en club depuis 1969. En effet dans sa démarche de développement, Reynald VARASSE veut de nouveaux clubs. Pour cela, il faut des ceintures noires. Il commence à se déplacer dans les ligues pour assister les jurys karaté lors des passages départementaux. Il prépare les programmes de passage de grades avec maître Lee Kwan-young. Comme il existait une sorte de méfiance envers les passages de grades de la FFKAMA, il va même jusqu'à être jury lors d'examens de grades en club. Cette action donne confiance aux pratiquants qui s'inscrivent dès le lendemain et retrouvent les mêmes jurys. Ces examens nationaux étaient  composés de maîtres coréens et de taekwondoïstes français. Il fait également le premier lexique des termes coréens. En effet, beaucoup de pratiquants utilisaient encore la terminologie ITF. Lors de l'assemblée générale, il propose au comité directeur de la FFKAMA d'ajouter un "T" pour taekwondo, au sigle actuel. Le comité directeur accepte de FFKAM pour FFKTAMA et la fédération devient la Fédération française de karaté, taekwondo et arts martiaux affinitaires. Le nom taekwondo a également été changé sur les écussons officiels.
Les manifestations organisées et les réalisations cette année-là sont les suivantes : 
- Coupe de l'Ambassadeur de Corée[25]
- France Espagne[26]
- Coupe de France[23]
- Championnat de France[26]
- Championnat d'Europe à Copenhague
- Premier recensement des clubs et des ceintures noires[27]
- Premier passage de grades national avec l'homologation des grades obtenus en club avec les maîtres coréens entre 1969 et 1979[15]
- Premier lexique officiel
- Modification du sigle de la fédération de FFKAMA en FFKTAMA[14]

En 1981, Reynald Varasse met à profit les erreurs de la saison passée et reprend complètement l'organigramme du taekwondo français, afin de mettre en place une organisation la plus aboutie pour le faire officialiser par la WTF possible avant le prochain championnat de monde de février 1982 à Guayaquil en Équateur.
Les manifestations organisées et les réalisations cette année-là sont les suivantes :  
- Championnat de France[26]
- Coupe de France[29],[30]
- Tournoi triangulaire France, Belgique' Hollande[26]
- Deuxième passage de grades national avec l'homologation des grades obtenus en club avec les maîtres coréens entre 1969 et 1979[9],[31]
- Refonte totale de L'organigramme[28]

Il fait partie de la délégation française qui accompagne l'équipe de France, en février 1982, au 5e championnat de monde à Guayaquil en Équateur. maître Lee Moon-ho, qui est le coach, les accompagne également. Ils reviennent avec la première médaille française en mondial avec du bronze en la personne de Philippe Bouëdo,,. Après le redémarrage de la FFTKD, Reynald Varasse démissionne de son poste pour des raisons d'ordre moral qu'il explique dans une lettre adressée aux cent cinquante clubs français à ce moment,.

## Palmarès sportif
- 1975    1re  Première coupe d'Europe à Orsay France
- 1975    1re  Championnat d'Europe tous styles à Bruxelles (BELGIQUE)
- 1976               Sélectionné pour le premier Championnat d'Europe à Barcelone (Espagne)

- 1977    2e  Coupe de France
- 1977    3e  Rencontres Internationales à OSS (HOLLANDE)
- 1977              Sélectionné pour les Troisièmes Championnats du Monde à Chicago (USA)

- 1978    3e  Coupe de France
- 1979    1re Premier Championnat de France

- 1985    3e  Championnat de France

## Fonctions et réalisations
- 1978   Secrétaire  de la FFTKD (Membre fondateur).
- 1979   Responsable national du taekwondo au sein de la fédération française de karaté et arts martiaux affinitaires (FFKAMA)
- 1982   Président de la commission taekwondo au sein de la (FFKTAMA) reconnues par la world taekwondo Fédération (WTF).
- 2000   Président de la section taekwondo de L'Union Sportive des Cheminots Ouest Rive Gauche (USCORG) jusqu’en janvier 2004.
- 2007   Création d’une section taekwondo au sein de l’ASPTT de Troyes.
- 2009   Président de la commission technique et traditionnel de la ligue de Bourgogne (FFTDA)
- 2013   Président du comité départemental de taekwondo de l’Aube
- 2013   Directeur technique régional de la ligue de Bourgogne
- 2016   Création de l’Association Jeong Sin Mudo (AJSM)

## Réalisations à la FFKAMA de 1979 à 1982
- Réalisation du premier organigramme de la 1re structure du taekwondo
- Réalisation du premier réseau d’information au niveau régional pour la France, les DOM et les TOM.
- Réalisation du premier lexique des termes coréens
- Réalisation du premier règlement de passage de grades nationaux
- Création du premier fichier de ceintures noires pour la formation des cadres de haut niveau
- Adaptation des règlements d’arbitrage et de compétition de la fédération mondiale à l’organisation française de taekwondo
- Création du premier corps d’arbitres nationaux
- Premier envoi d’arbitres nationaux en stage international
- Création d’une sélection et d’un entraînement de l’Équipe de France
- Création des premières compétitions féminines[34]